# ORP Żbik (1931)
ORP Żbik – polski okręt podwodny typu Wilk, w służbie od 1932 do 1955 roku. Brał udział w kampanii wrześniowej 1939 roku, po której został internowany w Szwecji do końca wojny. Po wojnie służył dalej w Marynarce Wojennej.

## Budowa okrętu
Na początku lat 20. XX wieku pomyślnie rozwijała się współpraca Polski z Francją, zwłaszcza z jej marynarką wojenną. Działająca w Polsce w latach 1924–1927 Francuska Misja Wojskowa, starała się przenieść na polski grunt dorobek francuskiej myśli wojskowej i morskiej. W kwietniu 1926 roku została podpisana w Paryżu umowa na dostawę dwóch kontrtorpedowców i trzech okrętów podwodnych. O ile powierzenie Francji budowy niszczycieli spotkało się z pewną krytyką, z powodu braku większych tradycji Francji w budowie jednostek tej klasy, o tyle kraj ten należał do światowych pionierów budowy okrętów podwodnych. Tym niemniej według wielu opinii, powierzając budowę okrętów Francji, kierowano się przede wszystkim względami politycznymi i o zamówieniu dwóch niszczycieli typu Wicher i trzech okrętów podwodnych typu Wilk zdecydował nacisk ze strony Ministerstwa Spraw Zagranicznych na Ministerstwo Spraw Wojskowych. Można zatem przyjąć, że celem było uzyskanie poparcia Francji dla Polski w sprawach gospodarczych i politycznych. Wydaje się, że zasadność krytyki tych zamówień znajduje potwierdzenie w kryzysie zaufania do francuskiego sprzętu i uzbrojenia, jaki pojawił się w latach 1933–1934, głównie na podstawie negatywnej oceny wartości taktyczno-technicznej niszczycieli i okrętów podwodnych. Dodatkowym usprawiedliwieniem zamówienia okrętów we Francji były stosunkowo chłodne w tym czasie stosunki polityczne z Wielką Brytanią.

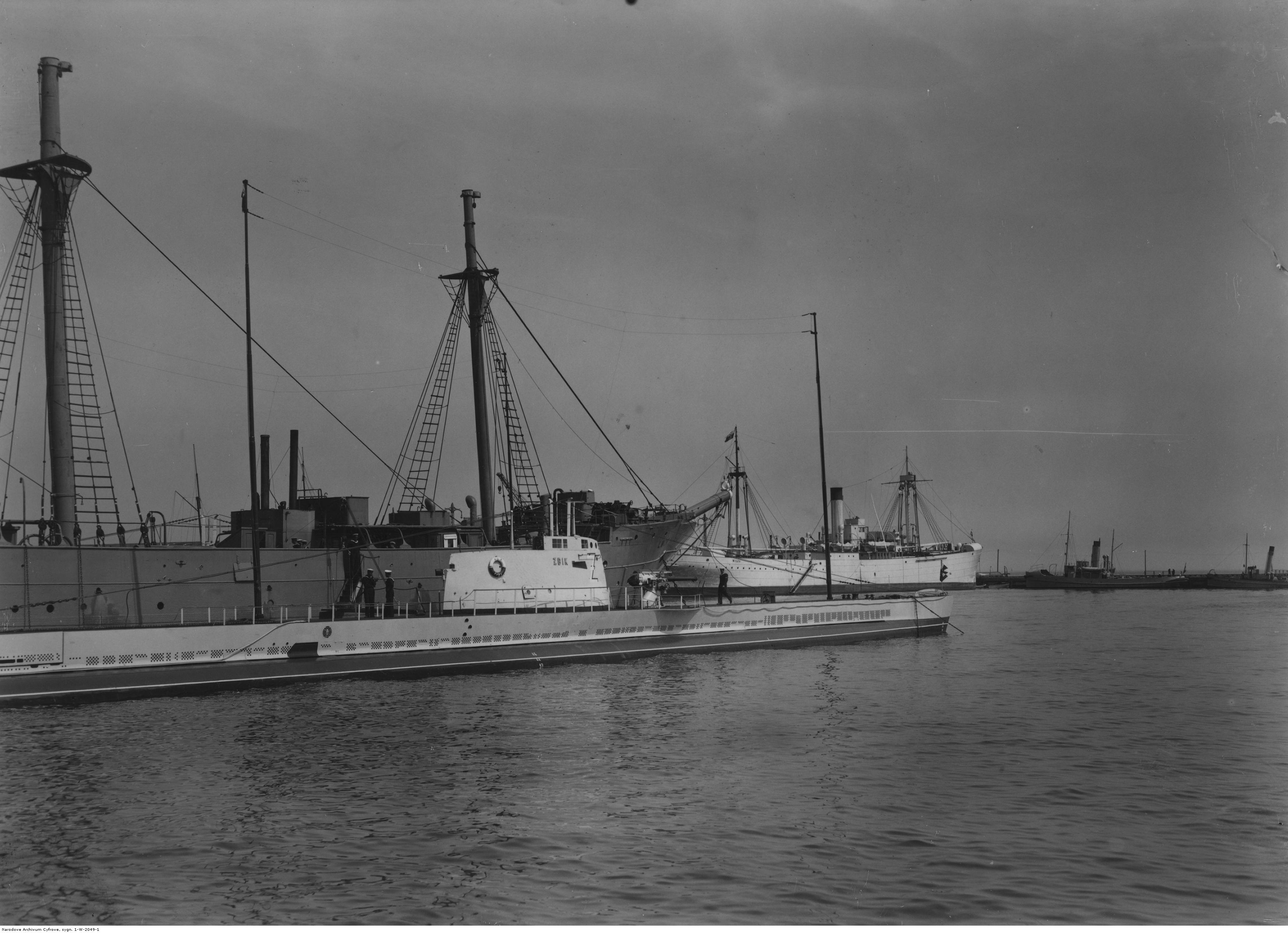
ORP „Żbik” w porcie, w tle transportowiec ORP „Wilia” i holownik „Lech”

Budowę okrętu ORP „Żbik” powierzono stoczni Chantiers Navals Français w Caen. Przyjęty do budowy projekt stanowił powiększoną wersję francuskich dwukadłubowych okrętów typu Saphir. Wodowanie okrętu nastąpiło 14 czerwca 1931 roku. Po wyposażeniu okrętu i zakończeniu testów stoczniowych i morskich, jednostkę przyjęto do służby w Marynarce Wojennej 20 lutego 1932 roku.

## Konstrukcja i uzbrojenie

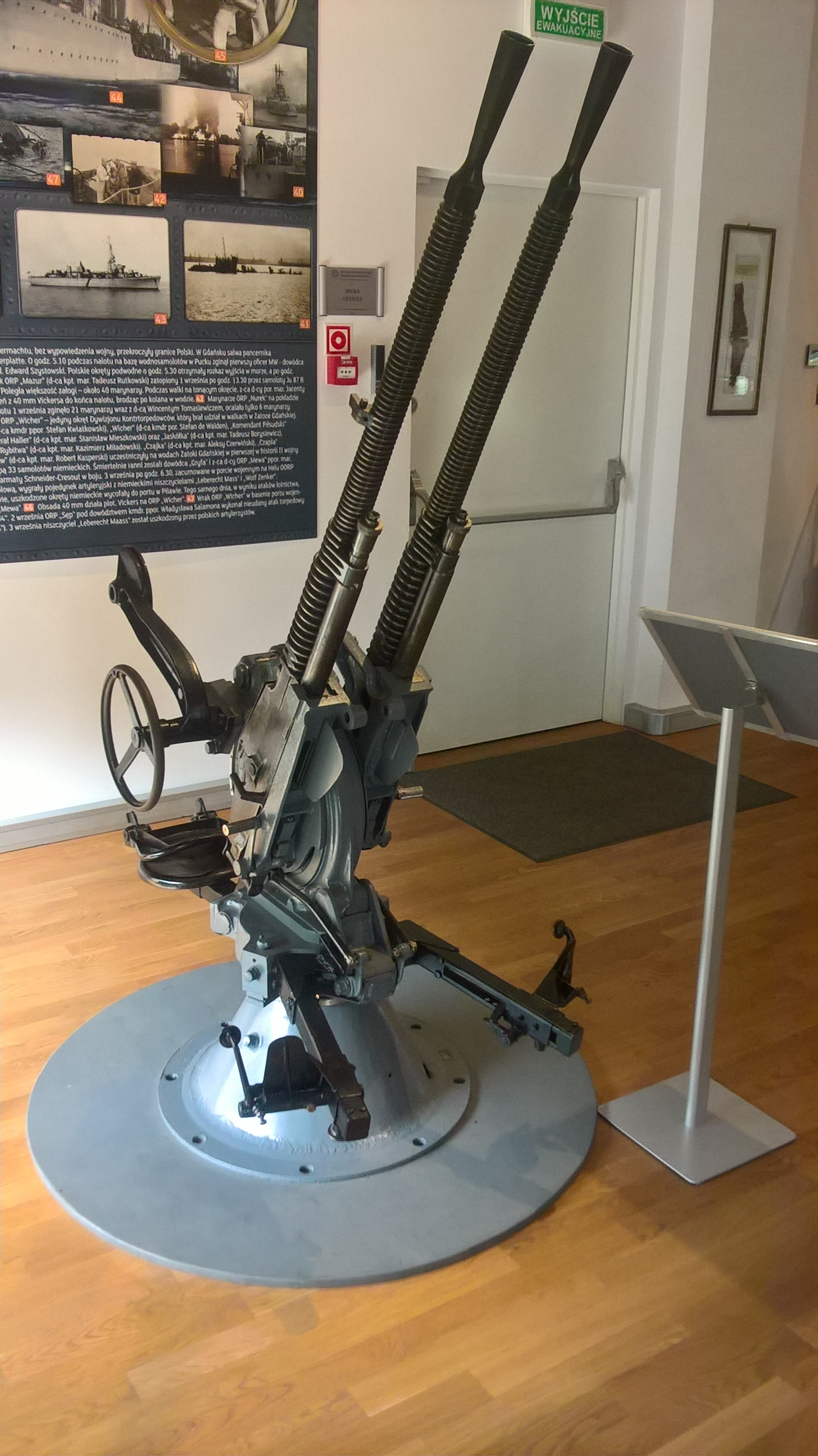
Wkm Hotchkiss wz. 30 kal. 13,2 mm ze „Żbika”, Muzeum Marynarki Wojennej w Gdyni.

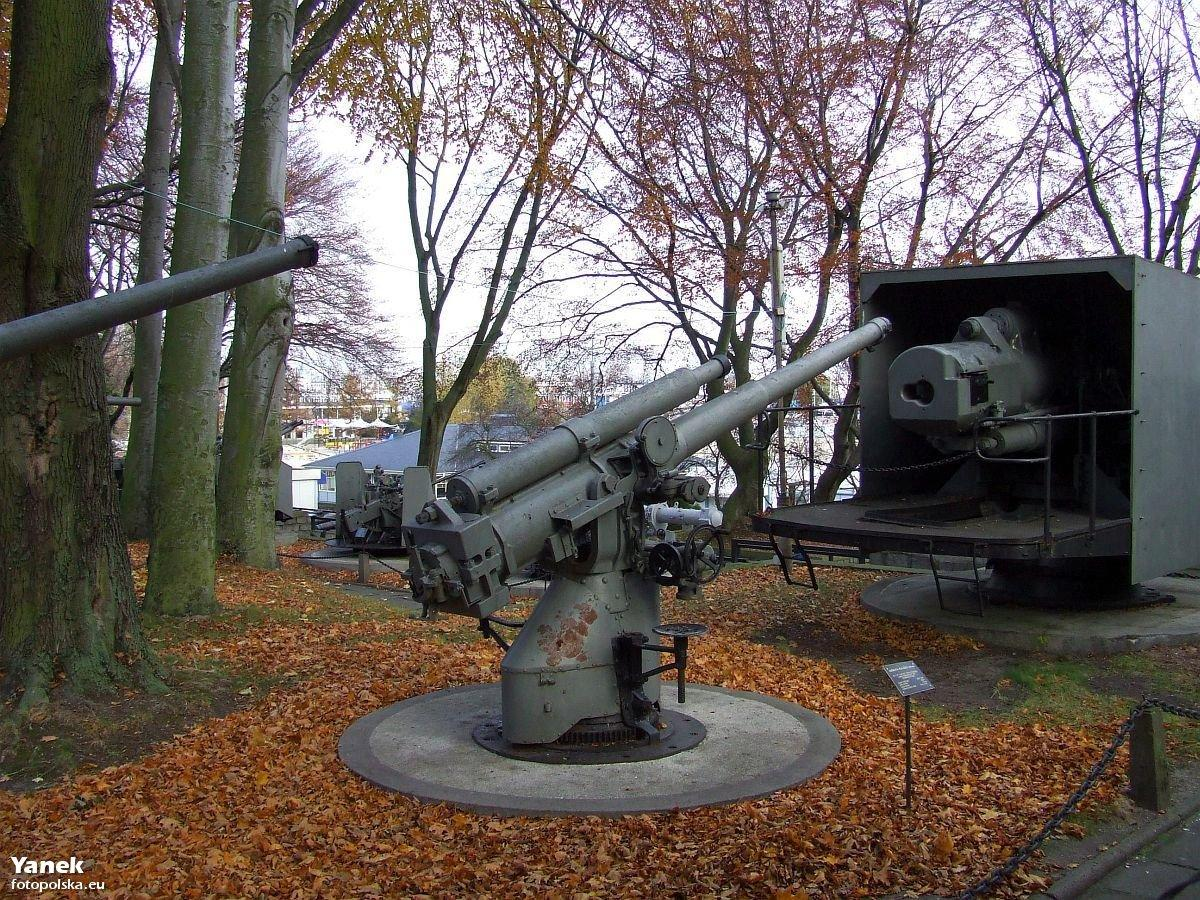
Działo kalibru 100 mm Schneider wz. 1917 (L/40) z ORP „Żbik”. Gdynia, Muzeum Marynarki Wojennej

ORP „Żbik” był dwukadłubowym okrętem minowo-torpedowym, zdolnym do prowadzenia działań zarówno na małych akwenach morskich, jak i w wodach oceanicznych. Był przedstawicielem podwodnych stawiaczy min typu Wilk. Przy długości 77,95 metra i szerokości kadłuba wynoszącej 5,45 metra, zanurzenie okrętu na powierzchni wynosiło 4,2 metra. Okręt wypierał na powierzchni 980 ton wody, wyporność zaś w zanurzeniu wynosiła 1248 ton. Dopuszczalna konstrukcyjna głębokość zanurzenia wynosiła prawdopodobnie 80 metrów, choć niektóre źródła wskazują na głębokość 100 metrów. Obie wielkości nie odbiegały przy tym od ówczesnych standardów.
System napędowy okrętu składał się z 2 silników Diesla Normand-Vickers o mocy 1800 KM oraz 2 silników elektrycznych Belfort 110 V o mocy 1200 KM z dwiema bateriami akumulatorów po 100 ogniw każdy, napędzających dwa wały napędowe. Układ taki zapewniał maksymalną prędkość nawodną 14 węzłów, pod wodą zaś 9 węzłów oraz duży zasięg nawodny wynoszący 7000 mil morskich przy prędkości 7,5 węzła oraz 100 mil morskich w zanurzeniu, przy prędkości 5 węzłów. Uzbrojenie okrętu stanowiło 1 działo kalibru 100 mm Schneider wz. 1917 (L/40), do roku 1935 armata przeciwlotnicza 40 mm Vickers (L/40), od 1935 roku zaś nkm plot. kalibru 13,2 mm Hotchkiss wz.30 (L/76) (1 x II). Uzbrojenie główne okrętu stanowiło 6 wyrzutni torpedowych (4 na dziobie i jedna podwójna wyrzutnia na podstawie zewnętrznej) z 10 torpedami wz. 1924V oraz 40 min typu SM-5 – po pięć sztuk w dwóch rufowych aparatach minowych i 30 sztuk w przedziale minowym. W praktyce, wszystkie okręty typu Wilk zabierały mniej min, aby ułatwić obsługę urządzeń. Natomiast w warunkach bojowych, ze względów bezpieczeństwa, zabierano 30 min do przedziału minowego, gdyż miny znajdujące się w aparatach minowych (2 razy po 5 sztuk) powinny być uzbrojone, co znacznie obniżało bezpieczeństwo okrętu w przypadku ataku sił ZOP przeciwnika. Układ minowy odbiegał więc konstrukcyjnie od swojego, uważanego za bardzo niezawodny, francuskiego pierwowzoru Normand-Fenaux – składającego się z 20 pionowych wyrzutni umieszczonych w zbiornikach balastowych po 10 na każdej stronie okrętu, z których każda mieściła 2 miny ułożone jedna nad drugą.
Znaczącym mankamentem okrętu był brak aparatów podsłuchowych (szumonamierników-peryfonów), co poważnie obniżało poziom bezpieczeństwa okrętu oraz jego sprawność bojową. Jak natomiast wszystkie okręty swojego typu, wyposażony był w urządzenie ŁS („aparat strzału dyskretnego”), które umożliwiało strzelanie torpedami z zanurzonego okrętu bez tworzenia się pęcherzy powietrznych zdradzających pozycję jednostki. Podobnie jak wszystkie przedwojenne polskie okręty podwodne, także „Żbika” charakteryzował bardzo krótki czas zanurzenia, wynoszący niespełna 50 sekund, co w sytuacji awaryjnej wydatnie podnosiło szansę na uniknięcie skutecznego ataku wroga. Dla porównania, wydzierżawiony od Wielkiej Brytanii ORP „Jastrząb”, miał przed modernizacją po przybyciu do Anglii ze Stanów Zjednoczonych czas zanurzenia sięgający 2 minut.

## Historia i przebieg służby

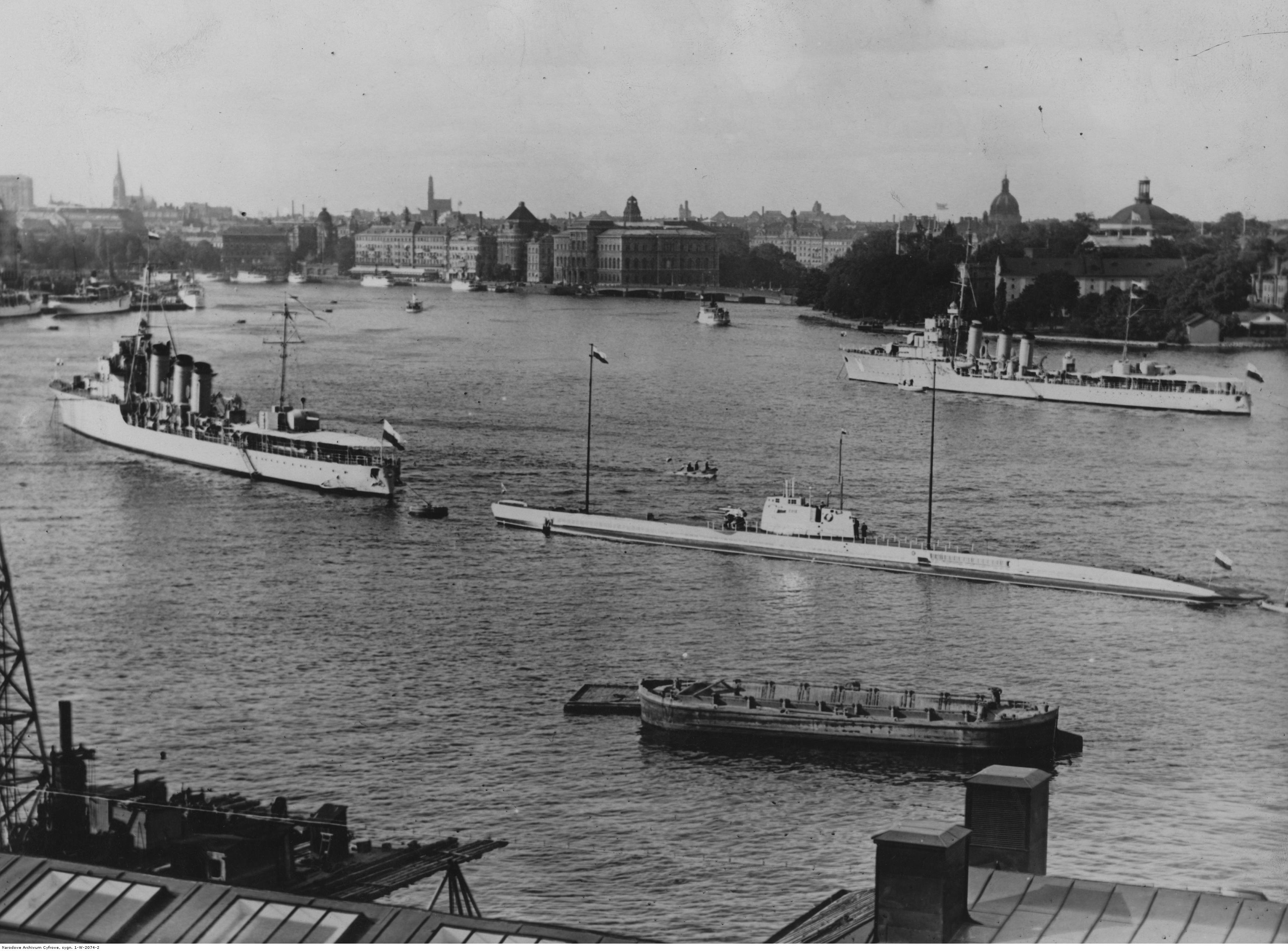
ORP „Żbik” razem z niszczycielami ORP „Wicher” i ORP „Burza” podczas wizyty w Sztokholmie w sierpniu 1932 roku

- 1927 – położenie stępki (numer stoczniowy 90) w stoczni Chantiers Naval Français w Caen (Francja)
- 1930
  - 14 czerwca – wodowanie
- 1932
  - 20 lutego – podniesienie polskiej bandery
- 1939
  - od 1 września – działania w wyznaczonym sektorze. Postawienie zagrody minowej.
  - 25 września – Uszkodzenia i brak paliwa spowodowały konieczność zawinięcia do neutralnego – szwedzkiego portu.
- 1 października na minie postawionej przez ORP „Żbik” zatonął niemiecki trałowiec M-85 tracąc 24 marynarzy.
- 22 stycznia 1940 roku najprawdopodobniej na dryfującej minie postawionej przez ORP „Żbik” zatonął niemiecki trawler rybacki „Mühlhausen” PG–314 (327 BRT), tracąc całą załogę 14 marynarzy[7]
- 1939–1945
  - Okręt internowany w Szwecji do końca wojny, na wodach jeziora Melar, razem z ORP „Ryś” i ORP „Sęp”.
- 1945
  - 5 września – oficjalne przejęcie okrętów od władz szwedzkich
  - 21 października – podniesienie polskiej bandery na okrętach i wyjście w eskorcie szwedzkich trałowców do Gdyni
  - 25 października – przybycie na redę portu w Gdyni
  - 26 października – okręty zacumowały w porcie wojennym w Oksywiu
  - 28 października – uroczyste powitanie okrętów przez członków rządu i wojska
- 1953
  - zdobywa miano przodującego okrętu Marynarki Wojennej[3]
- 1955
  - 9 września opuszczenie bandery
- 1956 – złomowanie

### Dowódcy
- kmdr ppor. Michał Żebrowski (1937–1945)[8]
- kpt. mar. Zygmunt Grabowski (15.12.1945 r. – 14.06.1947 r.)
- por. mar. Leon Sałkowski (01.07.1951 r. – 09.09.1954 r.)[9]

## Dane taktyczno-techniczne
- Wyporność:
  - nadwodna – 980 ton
  - podwodna – 1248 ton

- Wymiary:
  - długość – 77,95 m
  - szerokość – 5,45 m
  - zanurzenie – 4,20 m

- Wysokość metacentryczna:
  - nawodna – 0,6 m
  - podwodna – 0,215 m

- Głębokość zanurzenia:
  - dopuszczalna – 80 m
  - maksymalna – 100 m
  - peryskopowa 7-9 m

- Uzbrojenie[3]:
  - 1 100 mm armata morska wz. 1917 Schneider L/40 (do lat 50.)
  - 1 działko przeciwlotnicze 40 mm Vickers (L/40) (do 1935)
  - 2 nkm plot. kalibru 13,2 mm Hotchkiss wz.30 (L/76) (1 × II) (od 1935)
  - 6 wyrzutni torpedowych 550 mm (cztery dziobowe stałe i jedna podwójna obrotowa na śródokręciu)
  - 10 torped wz. 1924V
  - 40 min typu SM-5 (po 5 sztuk w dwóch rufowych aparatach minowych i 30 sztuk w przedziale minowym – zwykle przenoszono tylko 38).

- Napęd:
  - dwa silniki wysokoprężne typu Normand Vickers, ośmiocylindrowe, o łącznej mocy 1800 KM (1324 kW) przy 390 obr./min
  - dwa silniki elektryczne o łącznej mocy 1200 KM (883 kW) produkcji Societée Alsacienne de Constructions Mecaniques, Belfort 110 V, 250 obr./min
- pojemność zbiorników paliwa – 96 ton; dodatkowy zapas paliwa – 43 tony
- dwie baterie akumulatorów po 100 ogniw.

- Prędkość maksymalna:
  - nawodna – 14,5 węzła
  - podwodna – 9,5 węzła

- Zasięg pływania:
  - nawodny: przy prędkości 10 węzłów – 3500 Mm, z dodatkowym zapasem 43 ton paliwa – 7000 Mm
  - podwodny – przy prędkości 5 węzłów – 100 Mm

## Zachowane elementy okrętu
- działo kalibru 100 mm Schneider wz. 1917 na lawecie L/40 w Muzeum Marynarki Wojennej w Gdyni.